# سيسيل روي ريتشاردز
سيسيل روي ريتشاردز (بالإنجليزية: Cecil Roy Richards)‏ هو ضابط أسترالي، ولد في 24 يوليو 1893 في Garvoc ‏ في أستراليا، وتوفي في 28 مارس 1973 في Glenelg, South Australia ‏ في أستراليا.